# Дербент
Дербе́нт (от и на персийски: دربند, Дарбанд – „Тясна врата“; на азербайджански: Dərbənd; на руски: Дербент, на аварски и табасарански: Дербенд; на лакски: Дарбант, на лезгински: Къвевар – „Две врати“) е град в Руската федерация, Република Дагестан, административен център на Дербентски район.

## География
Градът е разположен в тясна ивица между Каспийско море и подножието на Кавказ. Той е най-южният град на Русия.

## История
Дербент е сред най-старите градове в света. Първото селище там датира от началото на бронзовата епоха – края на 4-то хилядолетие пр.н.е. Най-древното му име е Каспийски врати; първи го споменава древногръцкият географ Хекатей от Милет през 6 век пр.н.е.. В арбските източници от ранното средновековие се среща като Баб ал-Абауаб, „Врата на вратите“.
Изградените от Сасанидите укрепления в града, наричани Дербентска стена, са обект на Световното наследство на ЮНЕСКО.

## Побратимени градове
- Якима, САЩ